# 3018 Godiva
A 3018 Godiva (ideiglenes jelöléssel 1982 KM) a Naprendszer kisbolygóövében található aszteroida. Edward L. G. Bowell fedezte fel 1982. május 21-én.